# Кононово (Владимирская область)
Кононово — деревня в Меленковском районе Владимирской области России, входит в состав Дмитриевогорского сельского поселения.

## География
Расположена в 21 км от города Меленки. Вблизи располагается искусственное озеро «БАМ» — запруда реки Скоморошка.

## История
Дата основания: ~1380 г.
Одна из версий связывает название Кононово с именем князя Дмитрия Донского, который в этом месте остановил свою конницу на постой во время похода к Куликову полю.
До 1889 года Кононово было деревней, принадлежавшей к Дмитриево-Горскому приходу. Помещиком Протасовым она была когда-то приложена в Троице-Сергиев монастырь, во владении которого оставалась до 1764 года. По ведомости о доходах, полученных лаврой с её вотчин, в 1762 году в деревне Кононово значилось 68 мужчин. В 1888—89 годах крестьяне деревни Кононовой устроили у себя деревянный храм и образовали самостоятельный приход. Престолов в этом храме было два: во имя преподобного Сергия Радонежского и в честь Боголюбской иконы Божьей Матери. В конце XIX века приход состоял из одного села Кононова, в котором по клировым ведомостям числилось 504 мужчины и 566 женщин. В селе Кононове с 1886 года существовала земская народная школа, учащихся в ней в 1896 году было 38.
В конце XIX — начале XX века деревня входила в состав Димитровско-Горской волости Меленковского уезда. 
С 1929 года деревня входила в состав Воютинского сельсовета Ляховского района, с 1959 года — в составе Дмитриевогорского сельсовета, с 1963 года — в составе Меленковского района, с 2005 года — в составе Дмитриевогорского сельского поселения.

## Население
| 1859 | 1897  | 1905  | 1926  | 2002 | 2010 | 2021 |
| ---- | ----- | ----- | ----- | ---- | ---- | ---- |
| 524  | ↗1042 | ↗1306 | ↗1508 | ↘392 | ↘375 | ↘325 |

## Достопримечательности
В селе расположена деревянная Часовня Сергия Радонежского (2010).